# 維杜姆卡 (切爾沃諾阿爾米西克區)
50°22′37″N 28°16′28″E / 50.37694°N 28.27444°E
維杜姆卡（烏克蘭語：Видумка）是烏克蘭北部的村莊，隸屬日托米爾州的日托米爾區。該村始建於1930年，面積1.39平方公里，海拔高度240米，2001年人口227。